# Wapen van Assenede

Het wapen van Assenede

Het wapen van Assenede werd aan de Oost-Vlaamse gemeente Assenede toegekend bij MB van 8 juli 1986. Het wapen wordt als volgt geblazoeneerd:

Gevierendeeld 1. en 4. in goud een leeuw van sabel, houdend in de rechtervoorpoot een dubbele adelaar van hetzelfde 2. en 3. in zilver een kruis van keel, het hart beladen met een streepschild van goud.

## Symboliek van het wapen
Het wapen van de fusiegemeente combineert dat van het Asseneder Ambacht met dat van het Boekhouter Ambacht, beide onderdeel van de Vier Ambachten. De deelgemeente Assenede was onder het ancien régime de hoofdplaats van het Asseneder Ambacht; tot het Boekhouter Ambacht behoorden de latere deelgemeenten Bassevelde, Boekhoute en Oosteeklo.

## Wapen vóór de fusie
Vóór de fusie in 1976 voerde de gemeente Assenede het wapen van het Asseneder Ambacht, waarvan Assenede oudtijds de hoofdplaats was. Dit wapen combineert de Vlaamse leeuw met de dubbelkoppige adelaar van het Heilige Roomse Rijk: de wereldlijke heer van het Asseneder Ambacht was de graaf van Vlaanderen, de geestelijke heer was de bisschop van Utrecht (en Utrecht lag in het Heilige Roomse Rijk). Het wapen werd voor het eerst aan de gemeente verleend bij Koninklijk Besluit van 15 juli 1818. Aangezien de gemeente in haar aanvraag geen kleuren vermeldde, werden de zogenaamde Rijkskleuren van het Verenigd Koninkrijk der Nederlanden (lazuur en goud, d.w.z. blauw en geel) systematisch toegekend. Een nieuw Belgisch Koninklijk Besluit van 12 april 1841 herstelde het wapen in haar historische kleuren.

Het wapen tussen 1818 en 1841
Het wapen tussen 1841 en 1976

## Verwante symbolen en wapens

De vlag van de fusiegemeente Assenede, met de Asseneedse leeuw.
De leeuw van Vlaanderen.
De dubbelkoppige adelaar van het Heilige Roomse Rijk.
Het wapen van het Verenigd Koninkrijk der Nederlanden, waaraan het wapen uit 1818 zijn kleuren ontleent.
Het kruis van Boekhoute.
Wapen van Wachtebeke.
Wapen van Zelzate.